# Rainer Kraft (Politiker)

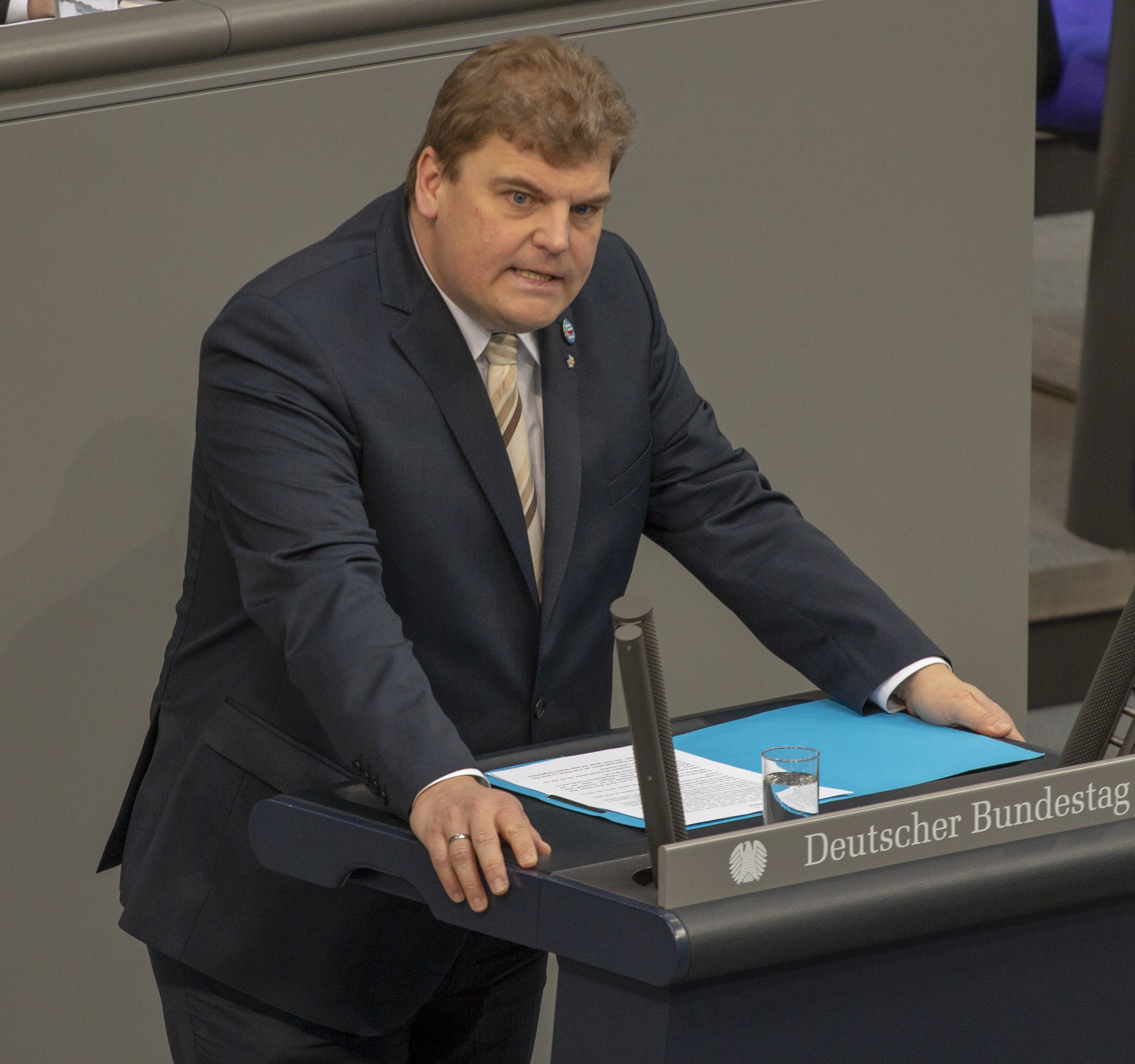
Rainer Kraft (2019)

Rainer Detlef Kraft (* 8. Januar 1974 in Gräfelfing) ist ein rechtsextremer deutscher Politiker (AfD). Er sitzt für seine Partei seit 2017 im Deutschen Bundestag. Kraft zählte zu den Erstunterzeichnern der Erfurter Resolution.

## Leben
Er wuchs als ältestes von zwei Kindern in München auf und besuchte dort das Max-Planck-Gymnasium. Seinen Wehrdienst leistete er in Oberviechtach beim Panzergrenadierbataillon 122 und in der Pionierschule München ab. Ab 1994 absolvierte er ein Studium der Chemie an der Ludwig-Maximilians-Universität München in München, das er 2002 mit Diplom abschloss. 2006 wurde er an der Westfälischen Wilhelms-Universität Münster bei Rainer Pöttgen in Chemie promoviert. Seine Dissertation erfolgte zum Thema Synthese, Struktur und Eigenschaften ternärer Seltenerdmetall-Magnesium-Verbindungen.
Vor seinem Einzug in den Deutschen Bundestag war Kraft als Chemiker bei einem mittelständischen Unternehmen der chemischen Industrieplanung als Projektmanager in der Planung von Fabriken zur Herstellung von Reinstsilizium beschäftigt. Seine internationalen Projekte in Konzeption, Planung und Bau von chemischen Anlagen führten Kraft in verschiedene Länder Europas, Nordamerikas sowie in den Nahen und Fernen Osten. Dort war er unter anderem für die Projektierung eines Druckbehälter-Reaktors zur Siliziumabscheidung verantwortlich.
Nach eigenen Angaben sind seine internationalen Erfahrungen im Bereich Erneuerbare Energien die Grundlage für seine politischen Schwerpunkte in der Energie- und Klimapolitik.
Kraft ist verheiratet, hat zwei Kinder und lebt im Ortsteil Stettenhofen der Gemeinde Langweid am Lech im Landkreis Augsburg.

## Politik
Im Juni 2013 trat Kraft in die AfD ein. Er schaffte es im zweiten Anlauf auf die Kandidatenliste der AfD Bayern für den Bundestag, nachdem ein anderes Parteimitglied verzichtet hatte. Er kandidierte schließlich auf Landeslistenplatz 12 der AfD Bayern bei der Bundestagswahl 2017. Kraft ist Obmann im Parlamentarischen Beirat für nachhaltige Entwicklung, ordentliches Mitglied im Ausschuss für Umwelt, Naturschutz und nukleare Sicherheit sowie Stellvertretendes Mitglied im Ausschuss für Wirtschaft und Energie und im Ausschuss für Verkehr und digitale Infrastruktur. Er engagiert sich zudem als Stellvertretender Vorsitzender in der Deutsch-Mexikanischen Parlamentariergruppe und im Parlamentarischen Freundeskreis Berlin-Taipeh.
Kraft löste Anfang 2018 Martin Hebner als Landesgruppensprecher innerhalb der AfD-Fraktion im Bundestag ab. Als erster AfD-Parlamentarier nahm Kraft an einer Konferenz der Internationalen Parlamentarischen Union in Jerusalem zu den Themen Aufbau einer widerstandsfähigen Infrastruktur, Förderung nachhaltiger Industrialisierung und Durchsetzung von Innovationen teil.
Bei der Bundestagswahl 2025 wurde er über die Landesliste der AfD Bayern in den 21. Deutschen Bundestag gewählt. Er ist dort ordentliches Mitglied im Ausschuss für Umwelt, Klimaschutz, Naturschutz und nukleare Sicherheit. Außerdem ist er stellvertretendes Mitglied im Verkehrsausschuss sowie im Ausschuss für Wirtschaft und Energie.

### Energie- und Klimapolitik
Kraft ist klimapolitischer Sprecher der AfD. Er ist Klimawandelleugner und bestritt in einem Interview mit dem Magazin Kontraste nicht nur die wissenschaftlich gesicherte erderwärmende Wirkung von Kohlenstoffdioxid, sondern auch generell jegliche Existenz eines Treibhauseffektes. Er wisse nicht, „welcher Effekt das sein soll, dass CO2 zur Erwärmung beiträgt“. Nach der Erklärung, dass Kohlenstoffdioxid ein Treibhausgas sei, antwortete er: „Das ist nicht richtig. Einen Treibhauseffekt gibt es nicht“, und bestätigte diese Aussage auf Nachfrage erneut. Kraft nennt den Klimawandel eine „Irrlehre“ und möchte die Energiewende beenden. Er sieht die Energiewende als „rein ideologisch motivierten Angriff auf die deutsche Industrie und Mobilität“.
2018 warf Kraft der Bundesregierung vor, sie fördere „Massenmigration“ nach Europa, obwohl der CO2-Abdruck eines Mitteleuropäers zehnmal so groß sei wie der eines Menschen in Afrika. Seiner Rechnung nach ergäbe das, eine Million Menschen, die nach Europa kämen, erzeugten zehnmal so viel CO2 wie in Afrika. Er beantwortete auf Nachfrage nicht, wie diese Million Menschen „geholt“ worden seien. Der Leiter der SWR-Umweltredaktion hielt das für grob irreführend; besonders viel CO2 werde in Europa durch Flugreisen, PKW-Verkehr und großen Wohnraum produziert. Geflüchtete dürften folglich eher wenig CO2 verursachen.

### Artenschutz
Kraft setzt sich für den Schutz einheimischer Arten ein. Die deutsche Umweltpolitik kranke „an zu viel Idealismus“. Eingebrachte Fremdarten haben ihm zufolge „anderswo ihre Habitate, es wäre also keine Ausrottung, wenn man sie beseitigen würde“. Nach eigenen Angaben forciert Kraft die Themensetzung der AfD neben Migration und Euro-Rettung hin zur Ökologie.

### Außenpolitische Ansichten
Außenpolitisch vertrat Kraft wiederholt Ansichten, die der offiziellen AfD-Parteilinie zuwiderliefen. Er stimmte für Waffenlieferungen an die Ukraine und befürwortete sogar die Lieferung von Taurus-Marschflugkörpern. Bei der Abstimmung am 28. April 2022 über den Antrag zur „umfassenden Unterstützung für die Ukraine“ war er einer der vier AfD-Bundestagsabgeordneten, die entgegen der AfD-Fraktionslinie dem Antrag zustimmten. Im Oktober 2022 reiste er zusammen mit Abgeordneten aus anderen Fraktionen des sogenannten „parlamentarischen Freundeskreises Berlin-Taipei“ nach Taiwan und unterstrich damit seine kritische Haltung gegenüber der Volksrepublik China. Auch hierin setzte er sich vom Standpunkt der AfD-Parteiführung ab, die gefordert hatte, dass Deutschland die „legitimen Sicherheitsinteressen Chinas respektieren“ müsse. Kraft ist außerdem in der 20. Legislaturperiode stellvertretender Vorsitzender des parlamentarischen Freundeskreises Berlin-Taipeh. Mutmaßlich auf Betreiben Peking-freundlicher Kreise erhielten deutsche Medien daraufhin Unterlagen zugespielt, mit denen Kraft Bestechlichkeit unterstellt werden sollte. Diese Vorwürfe ließen sich jedoch nicht erhärten. Im Juni 2024 war er einer von nur vier AfD-Abgeordneten, die der Rede Selenskyjs im Bundestag zuhörten.

## Veröffentlichungen
- Rainer Detlef Kraft: Synthese, Struktur und Eigenschaften ternärer Seltenerdmetall-Magnesium-Verbindungen. Dissertation, Universität Münster (Westfalen), 2005.